# Tour de Pologne 1982
39. edycja wyścigu kolarskiego Tour de Pologne odbyła się w dniach 20–26 września 1982. Rywalizację rozpoczęło 94 kolarzy, a ukończyło 78. Łączna długość wyścigu – 891,9 km.
Pierwsze miejsce w klasyfikacji generalnej zajął Andrzej Mierzejewski (Polska), drugie Jan Schur (NRD), a trzecie Stanislav Masiar (Czechosłowacja).
Mimo trudnej sytuacji politycznej w kraju (stan wojenny), wyścig udało się zorganizować. Był krótki, bezbarwny, a trasa jego wiodła tylko przez tereny nizinne. Wystartowało w nim sześć zagranicznych ekip (RFN, NRD, Czechosłowacja, Finlandia, Kuba i Holandia). W polskim kolarstwie nastąpiła wówczas zmiana pokolenia, pojawiło się wielu debiutantów, a barw Polski (tylko jeden reprezentacyjny zespół) broniła sama młodzież. Sędzią głównym wyścigu był Vasilije Morovic (Jugosławia).

## Etapy
| Etap      | Data        | Start - meta              | Długość (km)            | Zwycięzca etapu      | Lider                |
| prolog    | 20 września | Warszawa                  | 0,9                     | Marek Kulesza        | Marek Kulesza        |
| I etap    | 21 września | Warszawa – Białystok      | 173                     | Radosław Serafin     | Radosław Serafin     |
| II etap   | 22 września | Białystok – Giżycko       | 156                     | Joachim Schlaphoff   | Radosław Serafin     |
| III etap  | 23 września | Węgorzewo – Giżycko       | 25 (jazda ind. na czas) | Andrzej Mierzejewski | Andrzej Mierzejewski |
| IV etap   | 23 września | Giżycko - Olsztyn         | 102                     | Stefan Piasecki      | Andrzej Mierzejewski |
| V etap    | 24 września | Olsztyn - Malbork         | 166                     | Mathias Kittel       | Andrzej Mierzejewski |
| VI etap   | 25 września | Cedry Małe - Władysławowo | 139                     | Artur Spławski       | Stanislav Masiar     |
| VII etap  | 26 września | Jastrzębia Góra           | 20 (jazda ind. na czas) | Jan Schur            | Andrzej Mierzejewski |
| VIII etap | 26 września | Jastrzębia Góra - Słupsk  | 110                     | Mathias Kittel       | Andrzej Mierzejewski |

## Końcowa klasyfikacja generalna

### Klasyfikacja indywidualna
| Poz. | Zawodnik             | Kraj           | Zespół         | Czas (średnia km/h)       |
| ---- | -------------------- | -------------- | -------------- | ------------------------- |
| 1.   | Andrzej Mierzejewski | Polska         | Polska I       | 20h 54' 50" (52,646 km/h) |
| 2.   | Jan Schur            | NRD            | NRD            | +00' 15"                  |
| 3.   | Stanislav Masiar     | Czechosłowacja | Czechosłowacja | +00' 35"                  |
| 4.   | Roman Jaskuła        | Polska         | Polska         | +00' 39"                  |
| 5.   | Adam Zagajewski      | Polska         | Legia          | +00' 44"                  |
| 6.   | Mathias Vierke       | NRD            | NRD            | +00 46"                   |
| 7.   | Jan Muzyka           | Polska         | LZS I          | +01' 05"                  |
| 8.   | Paweł Sobkowiak      | Polska         | Poznań         | +01' 06"                  |
| 9.   | Peter Scheibner      | NRD            | NRD            | +01' 15"                  |
| 10.  | Mathias Kittel       | NRD            | NRD            | +01' 16"                  |

### Klasyfikacja drużynowa
| 1. | Polska I | 62h 45' 53" |
| 2. | NRD      | +00' 53"    |
| 3. | Wrocław  | +05' 56"    |
| 4. | Start    | +06' 27"    |
| 5. | LZS I    | +07' 24"    |

### Klasyfikacja najaktywniejszych
| 1. | Marek Kulesza    | Polska | 14 pkt |
| 2. | Paweł Bartkowiak | Polska | 10 pkt |
| 3. | Stefan Ciekański | Polska | 9 pkt  |
| 4. | Radosław Serafin | Polska | 8 pkt  |
| 5. | Peter Scheibner  | NRD    | 6 pkt  |

### Klasyfikacja punktowa
(od 2005 roku koszulka granatowa)
| 1. | Mathias Kittel      | NRD    | 70 pkt  |
| 2. | Jan Schur           | NRD    | 102 pkt |
| 3. | Mathias Vierke      | NRD    | 145 pkt |
| 4. | Roman Cieślak       | Polska | 150 pkt |
| 5. | Krzysztof Dąbrowski | Polska | 173 pkt |

### Klasyfikacja na najlepszego kolarza w jeździe na czas
| 1. | Andrzej Mierzejewski | Polska |
| 2. | Jan Schur            | NRD    |
| 3. | Tadeusz Krawczyk     | Polska |
| 4. | Roman Jaskuła        | Polska |
| 5. | Jan Muzyka           | Polska |